# 조선혁명군 길강지휘부
조선혁명군 길강지휘부(朝鮮革命軍 吉江指揮部)는 이종락(李鍾洛, 1907 ~ 1940) 등 국민부(國民府) 내의 좌파들이 국민부에 반대하여 탈퇴 후 만든 공산주의 계열 항일 군사조직이며, 이종락의 부하였던 조선민주주의인민공화국의 김일성도 이 조직에 참가하였다. 자주 명칭을 바꾸어 1930년 11월 25일에는 조선혁명군 사령부(朝鮮革命軍 司令部)로, 1931년 3월 23일에는 세화군(世火軍)으로. 동년 5월 3일에는 동방혁명군(東方革命軍)으로 개칭하였다. 국민부 산하의 조선혁명군(朝鮮革命軍)과는 적대적인 다른 조직이며, 만주 내 일제 세력은 물론, 국민부와 조선혁명군 및 기타 민족주의 계열 항일단체 타도를 목표로 하였다.

## 개요
이종락(李鍾洛, 1907 ~ 1940) 등 국민부내의 좌파들은 민족 계열의 국민부에 반대하여 1930년 8월 19일 국민부를 탈퇴한다. 이어 동아혁명군(東亞革命軍) 수령(首領) 김광렬(金光烈, 1896 ~ ?)과 제휴하여 9월 10일에 "조선혁명군 길강지휘부(朝鮮革命軍 吉江指揮部)"라는 군사조직을 만든다. "조선혁명군(朝鮮革命軍) 길강성 지휘부(吉江省 指揮部)"라고도 한다. 이종락이 총지휘를 맡았다.
일제의 기록에 의하면 이종락등 지휘부 인물들은 1930년 9월에 중국공산당에 가입해 있고, 구 재건설계 (舊 再建設系)로 분류하였다.
조선혁명군 길강지휘부의 선언문이나 17개 구호(口號)를 보면 프롤레타리아 국제주의에 입각한 조직임을 알 수 있다. 구성원 모두가 혈통상 조선인임에도 불구하고 중국공산당을 상부로 떠받들며 국민당 정부 타도를 제1의 목표로 하고 있고, 항일의 목표도 뚜렷하지 않으며, 조선독립에 대한 언급은 없고, 만주 지역 내 조선인 민족주의 계열 항일세력도 또한 적으로 규정하고 있다.
구호(口號)

1. 제국주의 국민당 정부 타도 (帝國主義 国民党 政府 打倒)

2. 노농 병사 대표대회 - 소비에트 정부 건설 (労農 兵士 代表大会 - ソヴィエト 政府ノ 建設)

3. 조선혁명당, 국민부, 한족연합회, 생육사 및 민회 등의 반혁명 집단 박멸 (朝鮮革命党, 国民府, 韓族聯合会, 生育社 及 民会 等ノ 反革命 集團 撲滅)

4. 중국 공산당 지도하 지방 폭동 조직 참가 (中国 共産党 指導下ニ 地方暴動 組織ノ 參加)

5. 중국 공산군 - 홍군(紅軍)에 편입(中国 共産軍 - 赤キ 軍隊ニ 編成サレヨウ)

6. 전만적(全滿的) 유격전을 개시하자.

7. 오등(吾等)은 노농혁명(勞農革命)의 무장대이다.

8. 일체 반혁명 무장을 몰수하고, 홍군(紅軍)을 조직하자.

9. 무장폭동에 의하여 군벌전(軍閥戰)을 소멸시키자.

10. 국제 제국주의 및 군벌의 소비에트 구역(區域) 진공(進攻)을 반대하자.

11. 전중국(全中國) 제1차 소비에트 구역(區域) 대표대회(代表大會) 결의를 옹호하자.

12. 제2차전쟁 반대(第2次 戰爭反對)

13. СССР(소련)를 무장하고 사수하자.

14. 백색공포(白色恐怖)와 싸우자.

15. 소비에트 중국(中国) 만세.

16. 중국 홍군(紅軍) 승리 만세.

17. 세계혁명 만세.

1930년 9월 10일(一九三○年 九月 十日) 조선혁명군 길강성 지휘부(朝鮮革命軍 吉江省 指揮部)

## 조선혁명군 사령부
1930년 11월 25일에 조선혁명군 길강지휘부를 조선혁명군 사령부(朝鮮革命軍 司令部)로 개칭하였다.

이종락의 부하였던 북한 김일성도 조선혁명군 길강지휘부 및 조선혁명군 사령부 소속원이었다. 아래 김일성(金一成) 체포 기사의 조선○○군(朝鮮○○軍)도 이종락 지휘하의 조선혁명군(사령부)을 말하는 것이다.

- 동아일보 1931년 3월 26일 : 朝鮮○○軍(조선○○군) 男女三名(남녀삼명) 被捉(피착) : 김일성(金一成), 최득영(崔得永), 류봉화(女子)[8][9]
- 동아일보 1931년 5월 4일 : 李鐘洛 部下(이종락 부하) 三名(삼명)이 被逮(피체) : 김일성(金一成), 최득영(崔得永), 류봉화(劉鳳和) 등이 조사를 끝내고 길림성 정부로 호송된다는 기사.[10]

1931년 1월 28일 이종락, 김광렬 등 지휘부가 일경에 체포되어 조직이 와해된다.

## 세화군(世火軍), 동방혁명군 등으로 개편
1931년 3월 23일에 최창걸(崔昌傑, ? ~ 1931.11), 차광수(車光洙, 1905 ~ 1932) 등 조선혁명군 사령부 잔존 세력이 세화군(世火軍)으로 재편성하고, 5월 3일에 동방혁명군(東方革命軍)으로 개칭하였다.
이후 내분이 일어나고, 최창걸도 1931년 11월 조선혁명군에 사살되어 소멸한다.
김일성(金成柱)은 1931년 3월 23일에 세화군 군정위원회(軍政委員會) 위원(委員)으로 되었지만,, 불과 사흘 뒤인 3월 26일 경 체포되어 5월 초에 취조를 마치고 길림성 정부로 호송되었다. 아마 감옥에 오래 있지 않고 곧 풀려난 듯하다.
조선민주주의인민공화국은 당시 김일성의 상급자였던 최창걸, 차광수를 김일성의 부하라고 주장하고 있으며, 평양 대성산혁명열사릉에 이들의 묘를 조성해 놓았다. 비석에 들어가 있는 소속부대명은 "조선혁명군"인데, 여기서 언급되는 "조선혁명군"은 이들이 조직했던 조선혁명군 길강지휘부 (조선혁명군 사령부, 세화군, 동방혁명군)를 의미하는 것으로 보인다. 조선혁명군 길강지휘부는 국민부(國民府) 산하 조선혁명군 타도를 목표로 했다.
- 이종락 일파(李鍾洛 一派) 진용(陣容)을 갱신(更新) 조선일보  1931.04.01 석간2면[26]

【중국 공산당(中國 共産黨)에 가입(加入)】 / 적극적 행동(積極的 行動)에 전환(轉換)
- 군사령부 재조직(軍司令部 再組織) 십삼군단 배치(十三軍團 配置) 조선일보 1931.05.22 석간 2면[22]

군사령부 재조직(軍司令部 再組織) / 십삼군단 배치(十三軍團 配置) / 이종락일파(李鍾洛一派)의 활약(活躍)
【합이빈(哈爾賓)】고려××군사령부의 최고간부이던 리종낙 김광렬 박운석 장소봉(李鍾洛, 金光烈, 朴雲石, 張素峰) 일파가 지난 일월 이십팔일에 장춘 일본령사관 경찰에 체포된 후 그 단체의 고문으로 잇던 고액신(高額信)은 그간 그의 동지 안붕(安鵬)과 선후책을 거듭 의론하고 지난 삼월 중순에 그 단체의 소속한 동뇨를 길림(吉林)에 모아가지고 비말히 여러날 동안을 계속하야 의론한 결과 리종낙 등 일파의 주재로 조직된 군사령부는 정식으로 해산하고 다시 동방××군 사령부(東方××軍司命部)라고 새로 조직하야 최고 행정집행위원장(最高行政執行委員長)에 고액신을 임명하고 안붕을 군사총지휘□□장으로 임명하엿는대 내용조직은 십삼군단에 나누어 길림 하루빈 장춘 범가둔 봉천 외에 남북만주를 통하야 설치하기로된바 길림군단징에는 신영근(申永根)을 임명하고 각지는 방금 인물을 물색중이라는바 불원하야 각각 임명되는대로 운동에 착수 진행할터이라 한다.

고액신(高額信)은 고할신(高轄信)의 오류이다. 신영근(申永根)은 북한 김일성과 같이 1929년 조선공산청년회에 가입했던 사람이다.

## 독립운동사 자료집의 기록
독립운동사자료집 10 : 독립군전투사자료집 / 일본 외무성 보존 문서 / 대한민국임시정부 조직에 관한 문서 속보의 건 / 대정 8년 4월 25일 / 불령선인의 행동 : pp.601~603
자료집에는 일자가 대정 8년(1919년) 4월 25일로 되어 있으나, 실제로는 소화 7년 (1932년)에 작성된 기록이다. 다른 기록 속에 잘못 끼어든 문건으로 보임.
4. 동방혁명군(東方革命軍) [조선혁명군(朝鮮革命軍) 길강성(吉江省) 지휘부(指揮部), 조선혁명군사령부(朝鮮革命軍司令部), 세화군(世火軍)]
조선혁명군 길강성 지휘부는 원 국민부 혁명군 제9대장 이종락(李鍾洛)이 국민부의 명령에 복종하지 않고 독립 행동으로 나서 원 동아 혁명군 수령 김광렬(金光烈)[치치하얼 근거지]과 제휴하여 소화 5년 (1930년) 8월 중에 두 사람은 길림에서 회합하여 조직하고 이래 합장선(哈長線) 도뢰소(陶賴昭)를 근거로 하여 공산주의를 표방하고 중공당(中共黨) 측과 연락을 취하고 국민부(國民府) 기타 민족주의 단체에 대항하는 한편, 군자금 조달에 노력하고 있던바, 본 길강성 지휘부는 성립 당초 전중국의 계급적, 통일적 홍군(紅軍) 기관으로 편성될 때까지 이를 지지하는 취지의 선언서를 발표하므로 말미암아 중국 공산당과 연락이 있음이 일반에게 인식되어, 따라서 중국 관헌의 취체 엄중하였으므로 이 명칭을 폐하고 중국 관헌의 주의를 피하기 위하여 표면 민족 단체로 가장하는 것이 좋을 것이라고 간주하고, 동년 11월 하순 하얼삔 시외 러시아인 여관에 간부 회합하여 조직을 고치고 조선혁명군사령부라고 개칭하고 각각 부서의 결정을 하였다.
그 후 작년 (1931년) 1월 28일 수령 이종락(李鍾洛)·김광렬(金光烈)·박운석(朴雲錫) 등은 장춘(長春)에서 우리 경찰서원에게 체포되어 수령을 잃은 조선혁명군 사령부원 등은 한때 어찌할 바를 몰라 재기의 가망이 보이지 않았으나 잔당(殘黨) 박근원(朴根源) 등은 길림에서 고활신 및 유하(柳河) 지방에서 활동중인 최창걸(崔昌杰) 일파와 기맥을 통하고 다시 제3세력 단체 수립의 계획을 세워 동년 3월 23일 길림에서 잔당원 박근원(朴根源)·한창국(韓昌國)·장철(張哲) 및 최창걸(崔昌杰) 등 집합하여 세화군(世火軍)을 조직하고 부서 역원을 선임하여 다시 활동을 개시하였으나, 그 후 세화군(世火軍)이라는 명칭은 장래 활동상 매우 좋지 못하다는 의논이 일어나, 동방혁명군(東方革命軍)이라고 개칭하기로 하여 5월 3일 그러한 취지를 각군 책임자에게 통지하였던바. 그 조직의 내용·부서 등은 종전대로 하고 중앙 근거지를 하얼삔으로 이전하였다.
그리하여, 동방혁명군은 이에 진용(陣容)을 일신하고 혁명군원을 만주 각지에 분파하여 군자금의 조달에 주력을 기울이는 한편, 최창걸 등의 간부는 유하현 금천(金川) 지방에서 공산당원과 연락하고 국민부를 타도하려고 진공을 서둘렀으나 최근 최창걸의 소식 불명으로 되었다.

## 관련 기록 원문 이미지
- 국민부(國民府)를 탈퇴한 공산주의자들이 1930년 9월 10일자로 조선혁명군(朝鮮革命軍) 길강지휘부(吉江指揮部)를 창설할 당시의 조직표(組織表)와 내건 선언(宣言) 및 구호(口號) : 1930-09-17 일자 길림(吉林) 주재 일본 총영사의 외무대신앞 보고서.

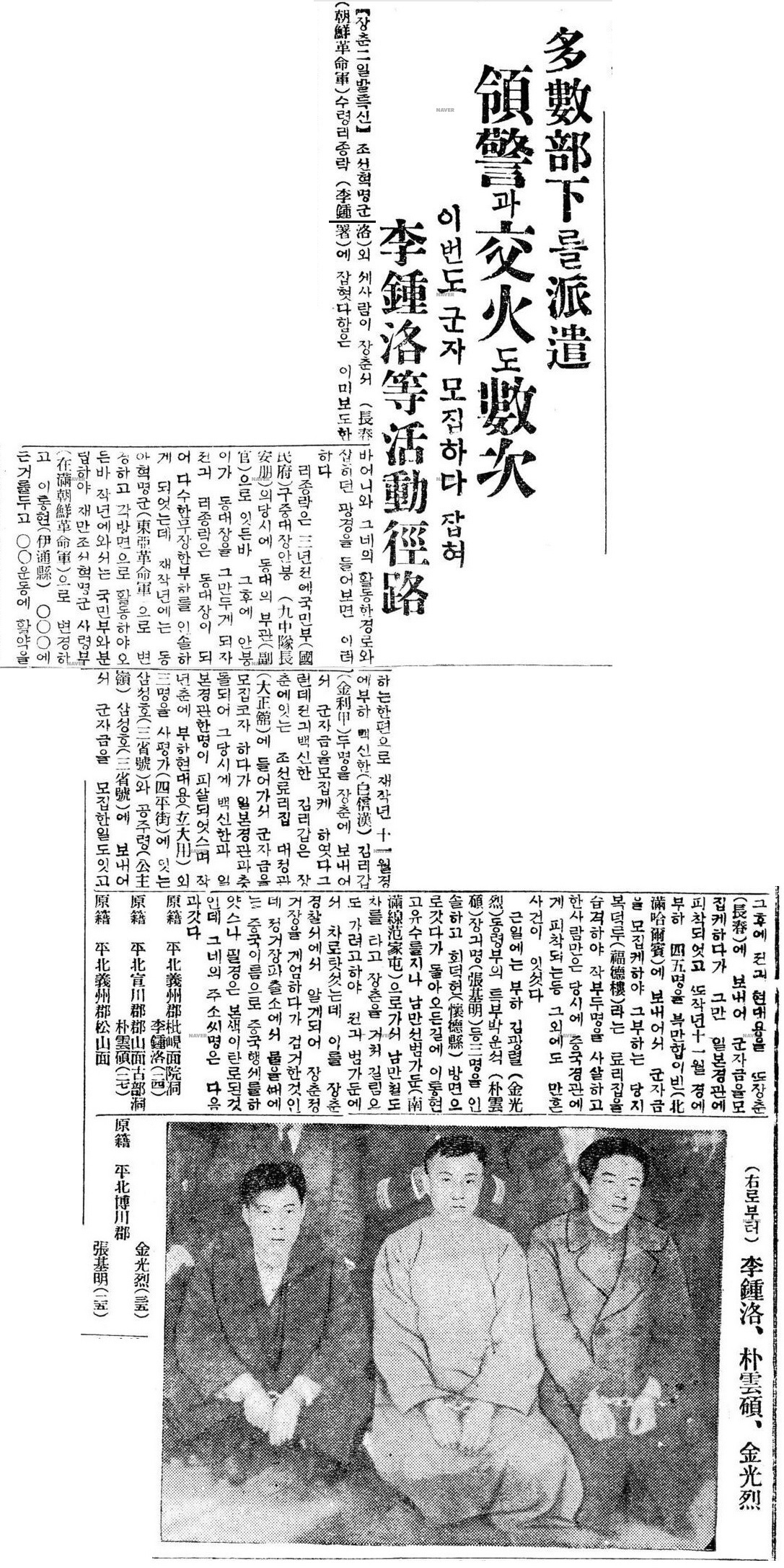
1930년 11월 25일 이종락(李鐘洛) 등이 조선혁명군(朝鮮革命軍) 길강성지휘부(吉江省指揮部) 명칭을 폐지하고 조선혁명군 사령부(朝鮮革命軍 司令部)를 새로 조직한 후의 조직표(組織表) : 1930-12-10 일자 길림(吉林) 주재 일본 총영사의 외무대신앞 보고서.
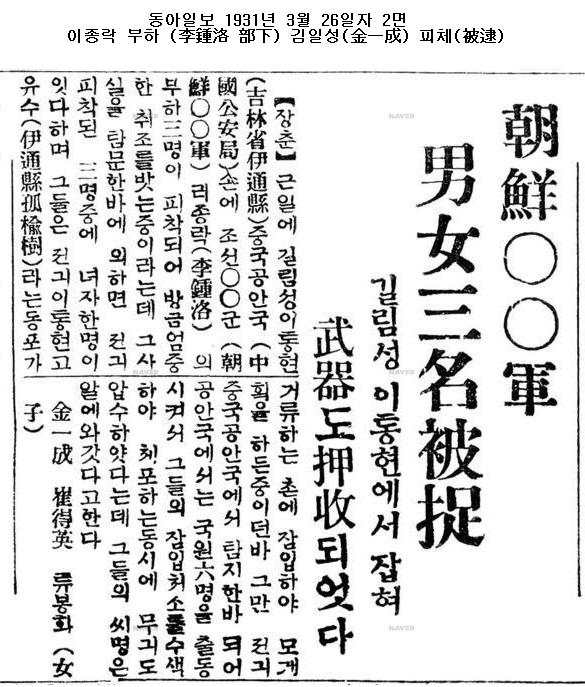
1931년 1월 28일 체포된 이종락 등의 사진과 활동 경로(李鍾洛等 活動 徑路) : 다수부하(多數部下)를 파견(派遣) / 영경(領警)과 교화(交火)도 수차(數次) / 이번도 군자 모집하다 잡혀 (동아일보 1931.02.03 2면)
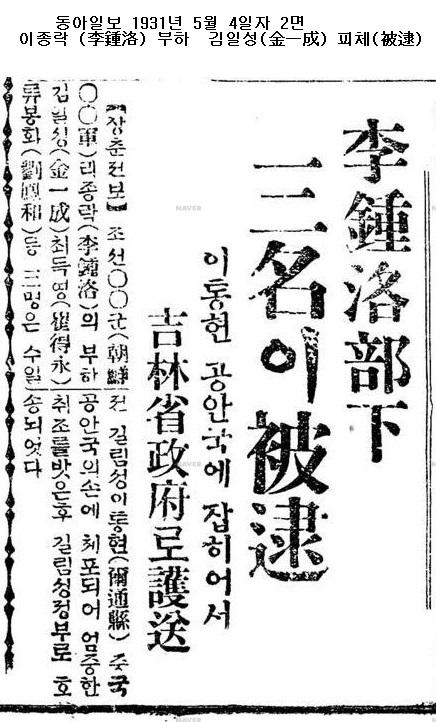
이종락(李鐘洛) 등이 1931년 1월 28일 구속되자 조선혁명군 사령부(朝鮮革命軍 司令部)는 와해된다. 잔존 세력이 1931년 3월 초에 세화군(世火軍)을 조직했다는 외사경찰보(外事警察報) 제124호(1932년 11월)의 기사. 1931년 3월 세화군(世火軍)의 군정위원회(軍政委員會) 위원으로 김성주(金成柱)가 나온다.
- 이종락(李鐘洛) 부하 김일성(金一成) 등 3명이 체포되었다는 동아일보 1931-03-26 일자 2면기사.
- 이종락(李鐘洛) 부하 김일성(金一成) 등 3명이 체포되어 조사를 받고 길림성 정부로 호송된다는 동아일보 1931-05-04 일자 2면기사.

## 참고 자료
- 독립운동사 제5권 : 독립군전투사(상) - 2. 남만의 독립전선 pp.618~622 : 공훈전자사료관.
- 독립운동사자료집 10 : 독립군전투사자료집 - (일본 외무성 보존 문서) 소화 6년 1월 19일 소화 5년 길림 지방 조선인 사정에 대한 건 pp.467~487 : 공훈전자사료관.
- 독립운동사자료집 10 : 독립군전투사자료집 / 대한민국임시정부 조직에 관한 문서 속보의 건 / 대정 8년 4월 25일 / 불령선인의 행동 4. 동방혁명군(東方革命軍)[조선혁명군(朝鮮革命軍) 길강성(吉江省) 지휘부(指揮部) 조선혁명군사령부(朝鮮革命軍司令部)=세화군(世火軍)] (독립유공자사업기금운용위원회, 1976) pp.601~602 : 공훈전자사료관
- 조선혁명군 길강지휘부(朝鮮革命軍 吉江指揮部) - 세화군(世火軍) - 동방혁명군(東方革命軍) : 외사경찰보(外事警察報) 제124호(1932년 11월) pp.44~45
- 허동찬(許東粲, 1932~ ), 『김일성 평전(金日成 評傳) - 허구와 실상』 보관됨 2020-10-21 - 웨이백 머신, (북한연구소, 1987) pp.337~380 : X. 조선혁명군(朝鮮革命軍)의 군인(軍人)

## 같이 보기
- 이종락
- 김일성
- 조선공산청년회
- 남만한인청년총동맹